# Dokument wtórny
Dokument wtórny – dokument, który został sporządzony na podstawie innego dokumentu pierwotnego lub pochodnego. Dokument jest reprodukcją dokumentu oryginalnego, a więc jest równokształtny z tym dokumentem w planie treści i w planie wyrażania. Dokumentem wtórnym jest np. odpis, kopia, także zapis utrwalony na innym nośniku materialnym, np. mikrofilm.